# 527er-Gruppe
Eine 527er-Gruppe (engl.: 527 group), benannt nach einem Abschnitt des internal revenue code (der US-Steuergesetzsammlung) ist eine steuerbegünstigte Organisation in den USA, deren Ziel die Einflussnahme auf die Kandidatur, Nominierung, Wahl oder Abwahl von Kandidaten für öffentliche Ämter ist.

## Bedeutung
Im Gegensatz zu Wahlkämpfern oder politischen Parteien dürfen 527er-Gruppen Zuwendungen aus allen legalen Quellen ohne Höhenbegrenzung annehmen. Da sie nicht der Regelungsgewalt der US-Bundeswahlkommission (federal elections commission) unterstehen, dürfen sie nur auf bestimmten Aufgabenfeldern tätig werden, etwa zur allgemeinen Wählermobilisierung und zur Behandlung einzelner Themen; die Unterstützung eines bestimmten Kandidaten ist hingegen untersagt, ebenso wie die Koordinierung der eigenen Aktivitäten mit denen eines Wahlkämpfers. Die Frage der Grenze zwischen zulässiger Themenbehandlung und unzulässiger Kandidatenunterstützung ist dabei ein dauerhafter Streitpunkt.
Die Bedeutung der 527er-Gruppen in den USA hat zugenommen, seit die Zulässigkeit der Sammlung von Spenden durch Wahlkämpfer stark eingeschränkt und reglementiert wurde. So haben im US-Präsidentschaftswahlkampf 2004 Gruppen, die die Wahl des Kandidaten John Kerry unterstützen, etwa 63 Millionen US-Dollar ausgegeben, zum großen Teil für Fernsehwerbespots. Die Wahlkampfteams von Amtsinhaber George W. Bush und Herausforderer John Kerry werfen sich gegenseitig illegale Absprachen mit diversen 527er-Gruppen vor. Auf beiden Seiten haben sich bereits mehrere Personen von bestimmten Wahlkampfposten zurückgezogen um den Anschein der illegalen Absprache zu vermeiden, etwa Rechtsanwälte, die zugleich Mandate für die Wahlkampforganisationen und für 527er-Gruppen innehatten. Während George W. Bush den Einfluss sämtlicher 527er-Gruppen als „schädlich“ bezeichnete und sich mehrfach für eine restriktivere Neuregelung der gesetzlichen Grundlagen aussprach, vermied John Kerry eine derart grundsätzliche Ablehnung.

## Beispiele für 527er-Gruppen
- Swift Boat Veterans for Truth, gegen John Kerry gerichtet
- EMILY’s List, unterstützt Kandidatinnen der demokratischen Partei
- MoveOn.org, gegen George W. Bush gerichtet